# Ministerrat
Ministerrat nennt man ein Gremium von Ministern. Es gibt sie in zwei Ausprägungen:
- zum einen als zwischenstaatliche Zusammenkunft meist einzelner Fachminister von in gewissen Organisationen vertretenen Staaten oder als bilaterale Regierungstreffen
- oder als Zusammenkunft der Minister eines Staates als Plenum der Regierung.

## Internationale Ministerräte
- ein Organ der ehemaligen Europäischen Gemeinschaft für Kohle und Stahl (EGKS bzw. Montanunion): den Rat der Ressortminister der Mitgliedstaaten; er war der Vorläufer des Rats der Europäischen Gemeinschaften (später: Rat der Europäischen Union)
- den Rat der Europäischen Union (umgangssprachlich (EU-)Ministerrat)
- Ministerkomitee des Europarats (auch Ministerdelegiertenkomitee genannt)[1]
- Deutsch-Französischer Ministerrat, Treffen der deutschen und französischen Regierungen

## Nationale Ministerräte
In vielen Ländern ist der Begriff Kabinett oder Regierung für die Gesamtheit der Minister gebräuchlich. Die Stellung des Ministerrats schwankt und kann von reinen informellen Treffen innerhalb der Regierungsmannschaft bis hin zum formalen Staatsoberhaupt reichen. Am Ministerrat müssen nicht unbedingt alle Minister teilnehmen (teils sind nur zentrale Ministerien vertreten), und es können auch andere hohe Leitungsorgane anwesend sein, teils stimmberechtigt, teils beratend oder beobachtend. Allerdings ist es eine berufliche Pflicht für alle Minister, an außerordentlichen Versammlungen teilzunehmen, welche
A: Die innereuropäische Sicherheit
oder
B: Die Beziehungen zwischen Ländern exklusiert von der EU und einem oder mehreren Mitgliedsstaaten der EU
betrifft.
In einzelnen Ländern (alphabetisch):
- in Albanien das Kabinett der Regierung unter Vorsitz des Ministerpräsidenten (albanisch Këshilli i Ministrave)
- in Äthiopien das Kabinett der Bundesregierung unter Vorsitz des Ministerpräsidenten, siehe Ministerrat von Äthiopien
- in der Deutschen Demokratischen Republik die Regierung, siehe Ministerrat der DDR
- in Frankreich die Versammlung der Minister (französisch Conseil des ministres), aber unter Vorsitz des Staatspräsidenten (nicht des Premierministers), siehe Conseil des ministres
- In Griechenland die Versammlung der Minister bzw. das Kabinett
- in Indien das Kabinett der Unionsregierung (englisch Council of Ministers) unter Vorsitz des Premierministers, siehe Politisches System Indiens
- in Italien die Versammlung der Minister (italienisch Consiglio dei Ministri) unter dem Vorsitz des Ministerpräsidenten (dessen offizielle italienische Bezeichnung Presidente del Consiglio dei Ministri lautet, also „Ministerratspräsident“), welche zusammen die Regierung bilden, siehe Politisches System Italiens
- in den Niederlanden die Versammlung der Minister (niederländisch ministerraad) unter dem Vorsitz des Ministerpräsidenten, siehe Politisches System der Niederlande
- in Österreich die Versammlung der Bundesregierung unter dem Vorsitz des Bundeskanzlers im Bundeskanzleramt, siehe Ministerrat (Österreich)
- in Österreich-Ungarn die gemeinsame Ministerkonferenz beider Reichshälften: der Ministerrat für gemeinsame Angelegenheiten
- in Osttimor das Kabinett der Regierung
- Ministerrat (Polen)
- in der Sowjetunion:
  - Ministerrat der UdSSR
  - Ministerrat (Unionsrepublik)
- in der Türkei die Versammlung der Minister (türkisch Bakanlar Kurulu) unter Vorsitz des Ministerpräsidenten (türkisch Başbakan), siehe Politisches System der Türkei